# Tattnall County
Tattnall County is een county in de Amerikaanse staat Georgia.
De county heeft een landoppervlakte van 1.253 km² en telt 22.305 inwoners (volkstelling 2000). De hoofdplaats is Reidsville.